# Supercoupe du Burkina Faso féminine de football
La Supercoupe du Burkina Faso féminine de football est une compétition de football féminin annuelle opposant sur un match le champion du Burkina Faso et le vainqueur de la coupe du Burkina Faso.
Le tenant du titre est l'USFA Ouagadougou, vainqueur de l'édition 2020. 

## Histoire
La première édition a lieu en 2019 et voit la victoire de l'USFA Ouagadougou sur l'Étincelles FC aux tirs au but après un score nul de 1-1 à l'issue du temps réglementaire. L'USFA conserve son trophée en 2020, toujours face aux Étincelles, en s'imposant sur le score de 3 buts à 0.
En 2023, l'USFA s'impose face aux Étincelles (2-2, 4-3 aux tirs au but).

## Palmarès
| Année | Vainqueur                                                                                    | Score            | Finaliste                                                |
| ----- | -------------------------------------------------------------------------------------------- | ---------------- | -------------------------------------------------------- |
| 2019  | USFA Ouagadougou Champion du Burkina Faso 2018                                               | 1 - 1, 4 - 2 tab | Étincelles FC Vainqueur de la Coupe du Burkina Faso 2018 |
| 2020  | USFA Ouagadougou Vainqueur de la Coupe du Burkina Faso 2019                                  | 3 - 0            | Étincelles FC Champion du Burkina Faso 2019              |
| 2023  | USFA Ouagadougou Champion du Burkina Faso 2022 et vainqueur de la Coupe du Burkina Faso 2022 | 2 - 2, 4 - 3 tab | Étincelles FC Vice-champion du Burkina Faso 2022         |

## Bilan par club
| Club             | Victoire(s) | Défaite(s) | Édition(s) remportée(s) |
| ---------------- | ----------- | ---------- | ----------------------- |
| USFA Ouagadougou | 2           | 0          | 2019, 2020              |
| Étincelles FC    | -           | 2          |                         |